# Alois Marx
Alois Marx (* 28. August 1900 in Mainz-Kastel; † 1. Juni 1979 in Rüsselsheim am Main) war ein hessischer Politiker (CDU). Er war Abgeordneter des Hessischen Landtags.

## Leben und Politik
Alois Marx zog 1945 nach Rüsselsheim, als er eine Anstellung als Werkmeister bei den Opel-Werken erhielt. Im selben Jahr wurde er zum Vorsitzenden des Ortsverbandes der CDU gewählt, später war er Mitglied der Stadtverordnetenversammlung und Fraktionsvorsitzender im Kreistag Groß-Gerau. Dem hessischen Landtag gehörte er vom 20. November 1949 als Nachrücker für Heinrich von Brentano bis zum 30. November 1950 an. Marx setzte sich für die Begrünung der Stadt Rüsselsheim ein. Auf seine Initiative entstanden auch Baumpatenschaften und ein Blumenschmuckwettbewerb, der heute noch stattfindet.

## Ehrungen
1968 wurde Marx die Silberne Rose durch den Grafen Bernadotte verliehen, 1973 wurde ihn die Ehrenbürgerwürde zuteil. Es existiert eine Gedenktafel, die die Stadt Rüsselsheim errichten ließ.